# Neptis susrutina
Neptis susrutina är en fjärilsart som beskrevs av Hans Fruhstorfer 1908. Neptis susrutina ingår i släktet Neptis och familjen praktfjärilar. Inga underarter finns listade i Catalogue of Life.